# Heuschwanz

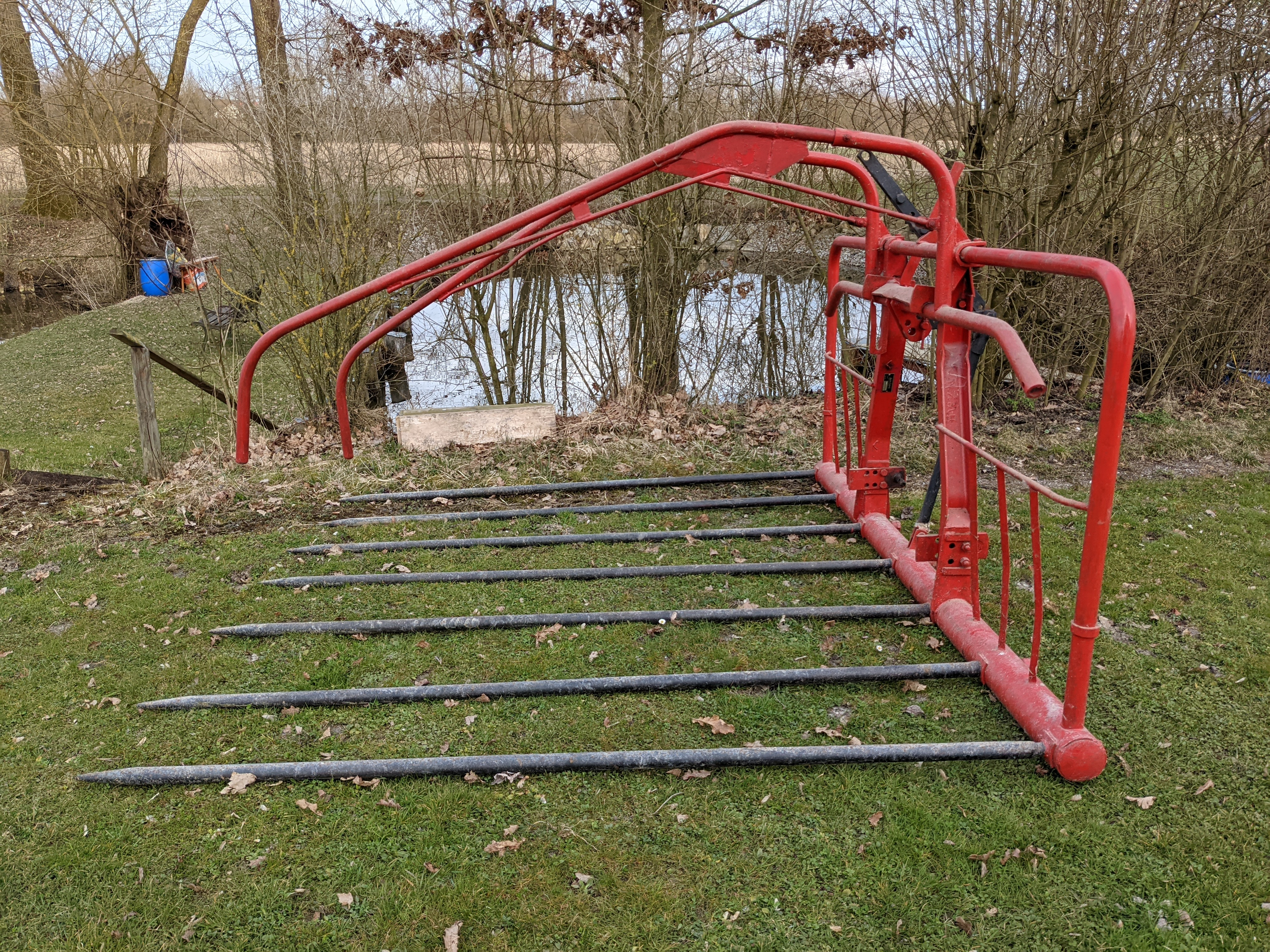
Ein Heuschwanz

Heuschwanz ist ein bis in die späten 1960er Jahre weit verbreitetes, landwirtschaftliches Gerät zur losen Ernte von in Schwaden auf der Wiese abgelegtem Heu.

## Konstruktion und Arbeitsweise
Das Gerät bestand aus einer circa 2,20 m breiten und circa 1,50 m hohen, in die Dreipunkthydraulik eingehängten eisernen Röhren- und Flacheisengitterkonstruktion, an deren Unterkante im Abstand von circa 20 cm bis zu 2,30 m lange spitz zulaufende, hohle Eisenstangen geschraubt waren. Bei fast ganz heruntergelassener Heckhydraulik schob der Traktor in Rückwärtsfahrt das in Schwaden abgelegte Erntegut auf dem Heuschwanz zu einem großen Haufen zusammen. Zur Erhöhung der Transportmenge wurde zuweilen mittels Heugabeln weiteres Heu auf dem Gerät aufgeschichtet. Der Heuschwanz war wegen relativ beschränkter Transportkapazität vorwiegend in Betrieben mit arrondiertem Grünland eingesetzt. Das lose Erntegut wurde nach Verbringen auf den Hof mit einem Heuaufzug oder später mit einem Heugebläse auf den Heuboden befördert. Durch Auflage von Brettern auf die Gitterstangen ließ sich der Heuschwanz außerhalb der Erntezeit als Transportplattform für Kleingerät und Material aller Art nutzen. Mit Einführung von Ladewagen und Nieder- bzw. Hochdruckpressen verschwand das Gerät aus der Landwirtschaft.
Einzig im Alpenraum an Hanggeräteträgern oder Motormähern konnte sich der Heuschwanz in einer Nische halten.